# Fort Moultrie

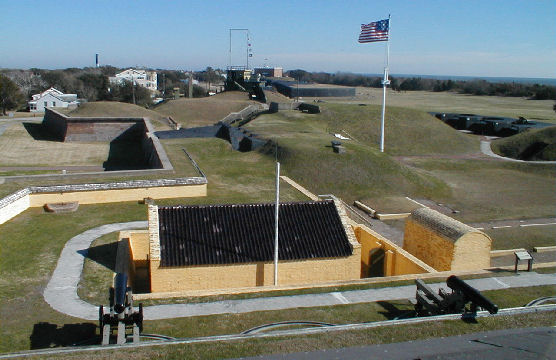
Blick über Fort Moultrie

Fort Moultrie war ein Fort der U.S. Küstenverteidigung und liegt auf Sullivan’s Island am Hafeneingang nach Charleston (South Carolina). Aufgabe des Forts war es, in Zusammenwirken mit Fort Sumter, Castle Pinckney und Fort Johnson (von diesem ist nichts mehr vorhanden) die Einfahrt nach Charleston zwischen den Inseln Morris Island und Sullivan’s Island abzuriegeln.
1947 außer Dienst gestellt, wurde es von der US Army an den Staat South Carolina und von diesem 1960 der Bundesregierung zurückgegeben, um es als Gedenkstätte zu betreiben. Es wird vom National Park Service als Teil des Fort Sumter and Fort Moultrie National Historical Park verwaltet.

## Geschichte

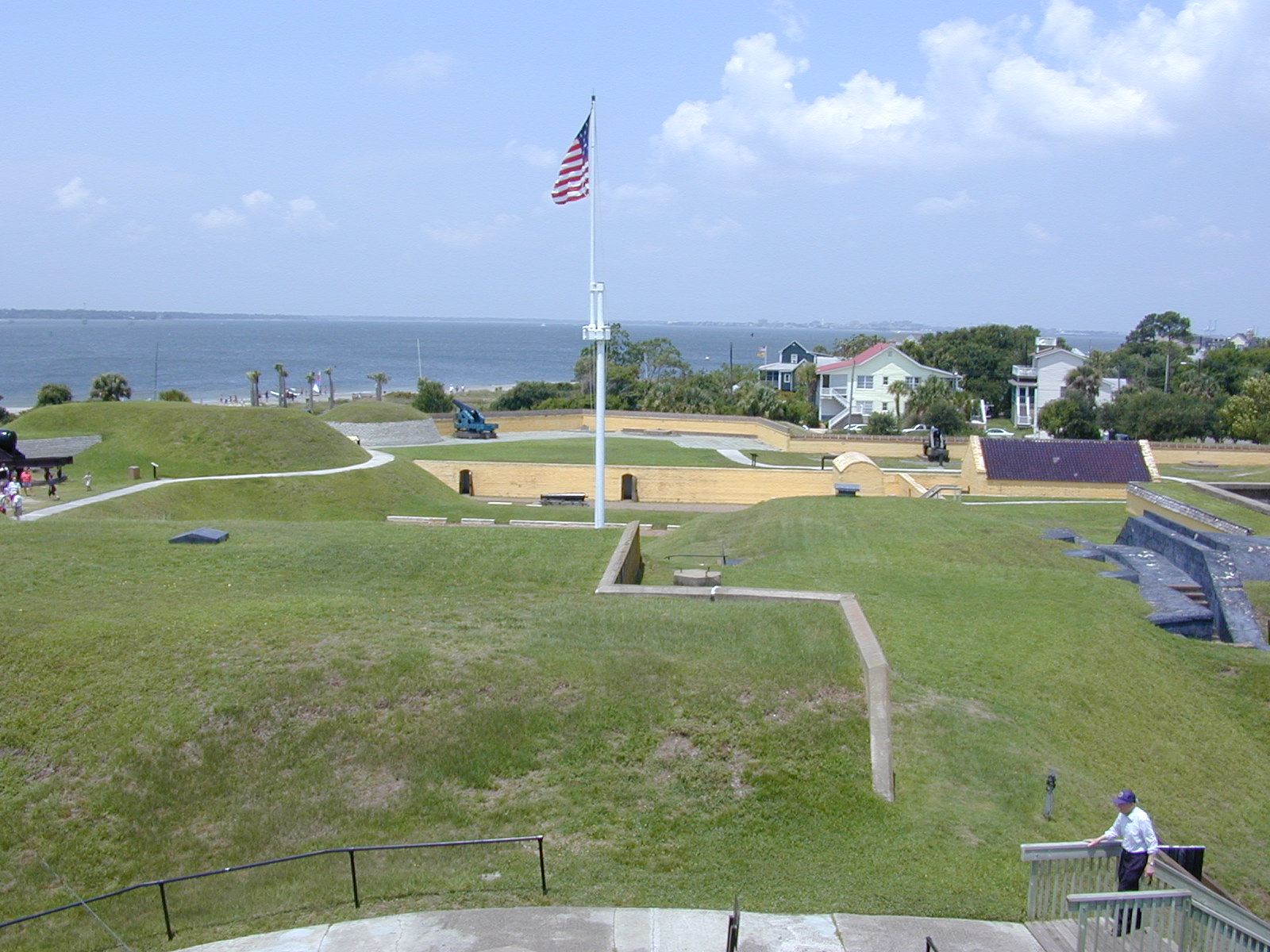
Innenbereich

Flagge von South Carolina: die Palmettopalme wird auf Fort Moultrie bezogen

Die erste an dieser Stelle gegen Ende des 18. Jahrhunderts errichtete Befestigungsanlage bestand nur aus Erd- bzw. Sandwällen, die mit Hilfe von Stämmen der Palmettopalme verstärkt worden waren, und trug noch keinen Namen.

Am 28. Juni 1776 griff ein Verband von neun britischen Kriegsschiffen unter dem Befehl von Admiral Sir Peter Parker das Fort erstmals massiv mit Artillerie an. Der Beschuss mit den damals üblichen Vollkugeln zeigte wenig Wirkung, da diese von den Sandwällen einfach verschluckt wurden. Die Palmenstämme dagegen zeigten eine dermaßen federnde Wirkung, dass die Projektile auch hier keinen größeren Schaden anrichteten. Es wurde im Nachhinein sogar berichtet, einige der Kugeln seien von den Stämmen einfach abgeprallt. (Bei Geschossen aus kleineren Schiffsgeschützen über eine größere Distanz durchaus glaubhaft.) Nach neunstündigem Artillerieduell mussten sich die britischen Schiffe unverrichteter Dinge zurückziehen. Die Befestigung wurde später nach dem damaligen Kommandanten, Colonel William Moultrie, Fort Moultrie benannt. Als 1861 eine Palmettopalme in die Flagge South Carolinas aufgenommen wurde, bezog man dies auf die Wirkung der in Moultrie verbauten Palmen.
1780 eroberten die britischen Truppen Charleston und auch das Fort, das sie Fort Sullivan nannten und aus dem sie sich erst nach Abschluss des auf den Amerikanischen Unabhängigkeitskrieg folgenden Friedensvertrags zurückzogen. Danach blieb das Fort sich selbst überlassen und verfiel zusehends. 1791 wird nur noch von wenigen Überresten berichtet.
Nach dem Ausbruch des Krieges zwischen Frankreich und Großbritannien im Jahre 1793 wurden vom United States Congress Gelder bewilligt, um zunächst ein System von 20 neuen Forts zum Schutz der Atlantikküste zu errichten. 1798 war das zweite Fort Moultrie fertiggestellt. Ohne gebraucht worden zu sein, verfiel auch diese Anlage, bis ein Hurrican 1804 die verbliebenen Reste dem Erdboden gleichmachte. Im Jahre 1807 hatte man erkannt, dass das ganze Fortsystem der Atlantikküste dringend reparaturbedürftig geworden war. Im Zuge dieser Baumaßnahmen entstand auf Sullivan’s Island das dritte Fort Moultrie, diesmal in der damals üblichen Backstein-Bauweise. Es war 1809 fertiggestellt. Bis 1860 änderte sich wenig an dem Bauwerk, die Brustwehr wurde umgebaut und die Bewaffnung modernisiert. Nach dem Baubeginn von Fort Sumter 1829 flossen alle Mittel in dieses Projekt und Fort Moultrie erfuhr keine baulichen Verbesserungen mehr.
Im Zweiten Seminolenkrieg wurde Fort Moultrie als Gefängnis für in Georgia und Florida gefangene Seminolen-Indianer genutzt. Häuptling Osceola wurde 1837 hier inhaftiert und starb im folgenden Jahr im Gefängnis.
Im Dezember 1860 schied South Carolina aus der Union aus, woraufhin die in Fort Moultrie verbliebenen Unionstruppen sich entschlossen, das Fort aufzugeben und die Besatzung von Fort Sumter zu verstärken. (Der Fortring von Charleston mit Sumter, Pinckney, Moultrie und Johnson war zur gegenseitigen Unterstützung errichtet worden, ironischerweise erhielten die Befestigungen ihre Feuertaufe jedoch als Gegner, da am 12. April 1861 gegen 4.30 Uhr von Fort Moultrie aus das Feuer gegen Fort Sumter eröffnet wurde.) Im April 1863 begannen die Streitkräfte der Nordstaaten eine zwanzigmonatige Beschießung des Forts von Land und von See her, die jedoch zunächst von keinem Erfolg gekrönt wurde. Erst nachdem die konföderierten Truppen Charleston im Februar 1865 evakuierten, zog sich auch die Besatzung von Fort Moultrie zurück und überließ das völlig demolierte Fort den Unionstruppen. Die neuartige Munition aus Geschützen mit gezogenen Läufen (rifled cannons) hatte die Ziegelmauern zerstört, Widerstand leisteten jedoch die von der Besatzung immer wieder reparierten Sandwälle, die die Einschläge nahezu gänzlich absorbierten.
Nach dem Ende des Bürgerkrieges wurde das Fort wiederaufgebaut und modernisiert, die Magazine und Munitionsdepots wurden unter die Erde verlegt und mit meterdicken Erdaufschüttungen gegen feindliche Artillerie widerstandsfähiger gemacht. Im Angesicht der rasanten Waffenentwicklung beauftragte Präsident Grover Cleveland 1885 den Kriegsminister William C. Endicott mit der Bestandsaufnahme der Küstenbefestigungen. Als Ergebnis dieser Bestandsaufnahme bekam das Fort Beton- und Stahlverstärkungen sowie detachierte Batterien gegen Osten (unter anderem Battery Jasper, Battery Logan), so dass am Ende Fort Moultrie nur noch ein Teil des Militärgeländes (Fort Moultrie Military Reservation) auf Sullivan’s Island war.
In beiden Weltkriegen war Fort Moultrie militärisch besetzt. Im Zweiten Weltkrieg wurde von hier der Schutz des Hafens von Charleston vor deutschen U-Booten organisiert.

## Das Bauwerk

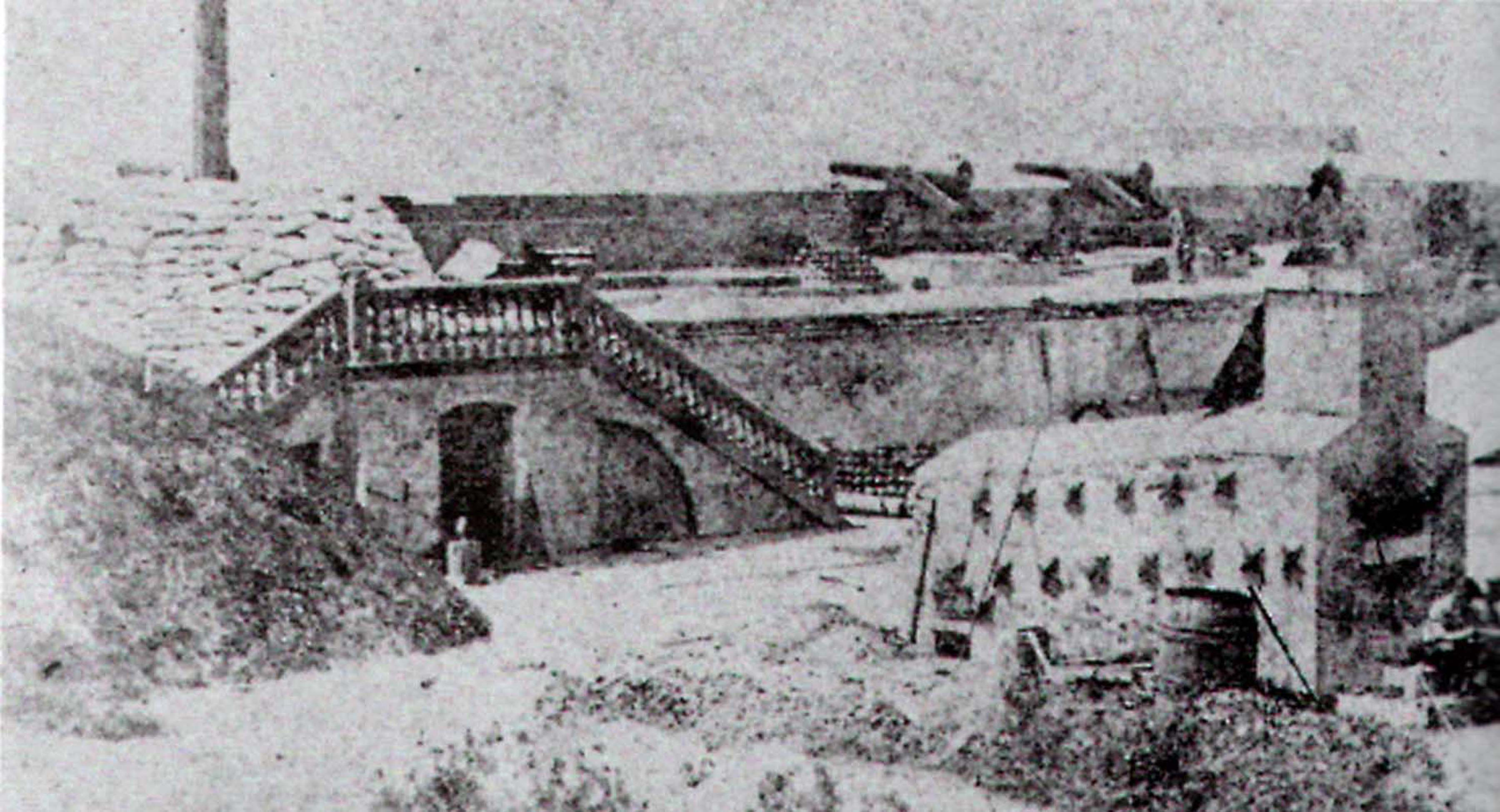
Fort Moultrie 1861

Wie bei den meisten der amerikanischen Küstenforts dieser Periode handelt es sich um ein Artilleriewerk mit über Bank (freistehenden) feuernden Geschützen. Die Verteidigung gegen Infanterieangriffe wurde als zweitrangig angesehen und ist im klassischen Stil nur in der Kehle durch zwei bastionsartige Kehlkoffer vorhanden. Im Frontbereich, der durch einen ausspringenden Winkel gebildet wird, ist eine Nahverteidigung durch Gewehrfeuer nur vom Parapet (ohne eigene Deckung) her möglich. Der gesamte Frontabschnitt und die linke Flanke liegen im toten Winkel. Nur die rückwärtigen Teile der Umwallung sind aus Mauerwerk ausgeführt. Die Front und die linke Flanke bestehen aus geböschten Erdwällen.
Seit 1960 ist das Fort eine Gedenkstätte und ein Museum unter Verwaltung des National Park Service. Es wurde so rekonstruiert, dass alle Phasen der Geschichte sichtbar sind. Im Inneren wird dem Besucher daher ein Rückblick über die Geschichte dieser amerikanischen Küstenbefestigung zurück bis zum provisorischen Baumstammfort von 1776 geboten. Das Fort wird vom nahegelegenen Fort Sumter National Monument mitverwaltet. Das Museum im Besucherzentrum zeigt in einer speziellen Ausstellung die Geschichte Sullivan’s Islands für den Sklavenhandel. Rund 40 % aller afrikanischen Sklaven wurden über die Insel auf den amerikanischen Kontinent transportiert.
Auf dem Gelände des Forts ist eine Sammlung von 17 historischen Kanonen in der Cannon Row ausgestellt, die den Zeitraum von 1830 bis 1890 abdecken. Sie gelten als die besten Exponate der amerikanischen Küstenbefestigungen dieses Zeitraums.